# Mortes em dezembro de 2011
Mortes em 2011: ← Janeiro – Fevereiro – Março – Abril – Maio – Junho – Julho – Agosto – Setembro – Outubro – Novembro – Dezembro →
Esta é uma relação de pessoas notáveis que morreram durante o mês de dezembro de 2011, listando nome, nacionalidade, ocupação e ano de nascimento. 

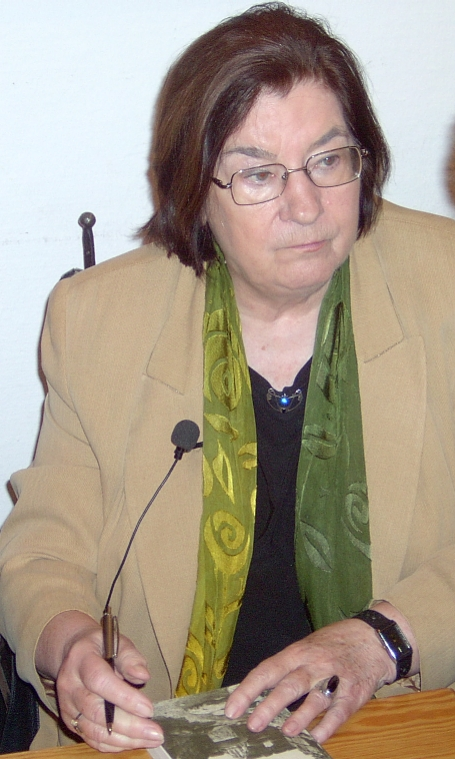
Christa Wolf, escritora alemã.

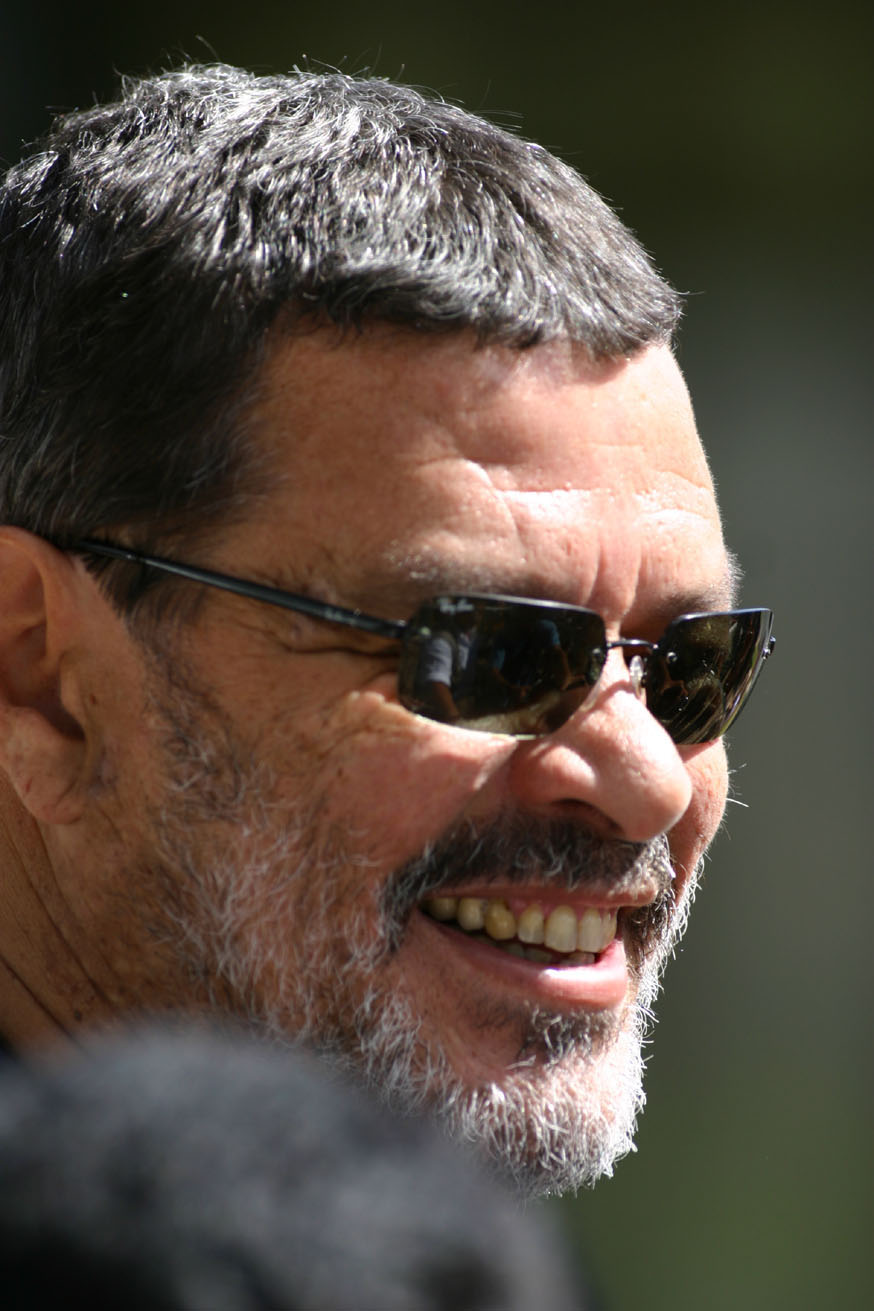
Sócrates Vieira de Oliveira, futebolista brasileiro.

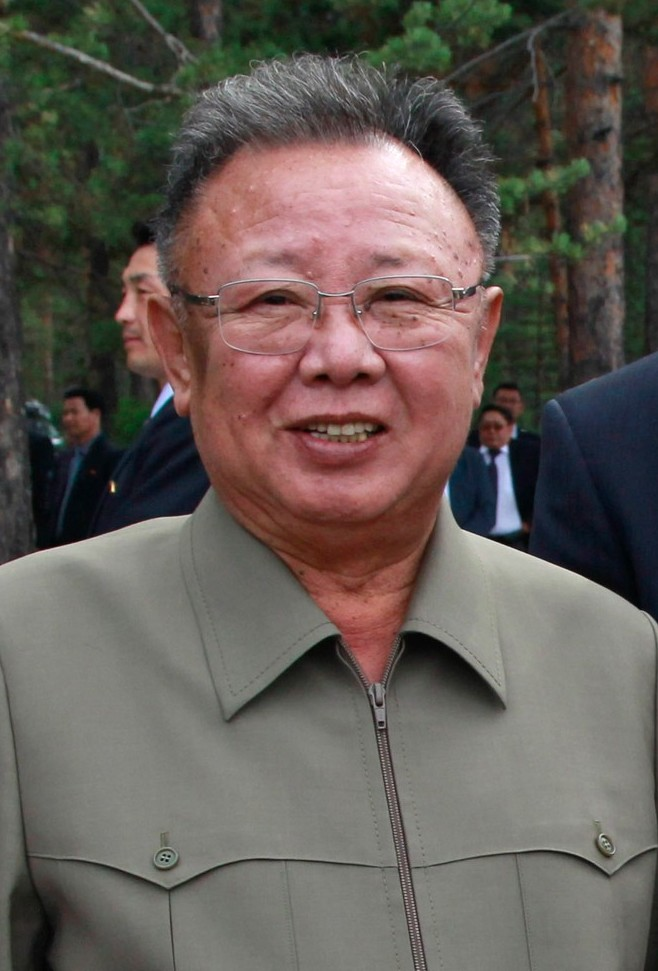
Kim Jong-il, político norte-coreano.

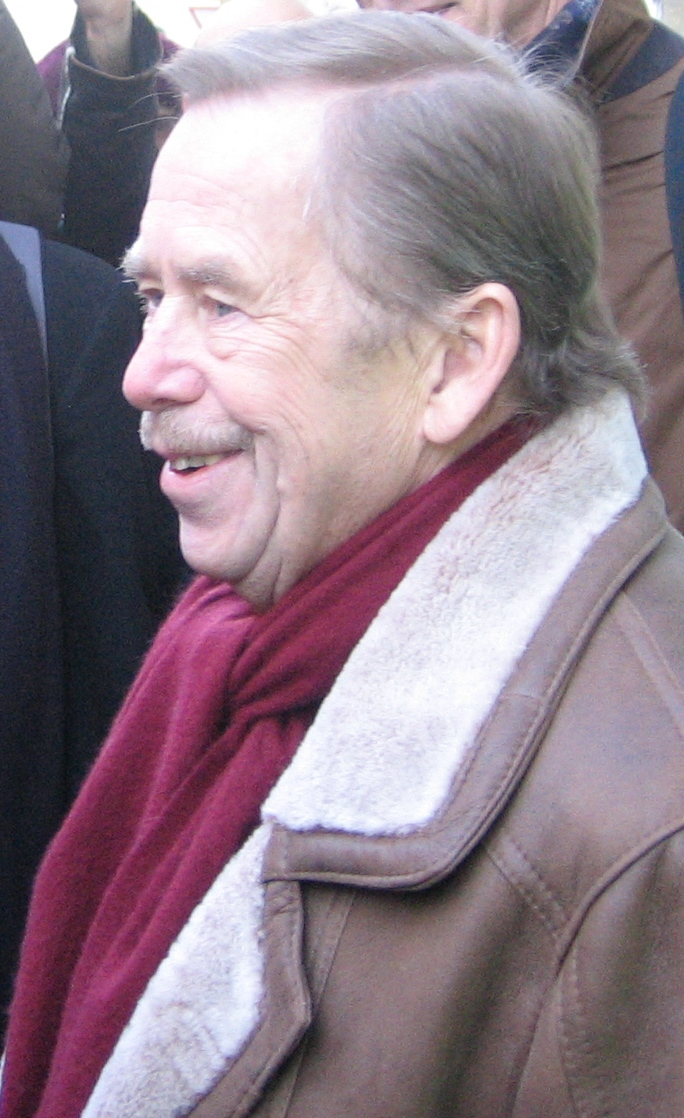
Václav Havel, ex-presidente tcheco.

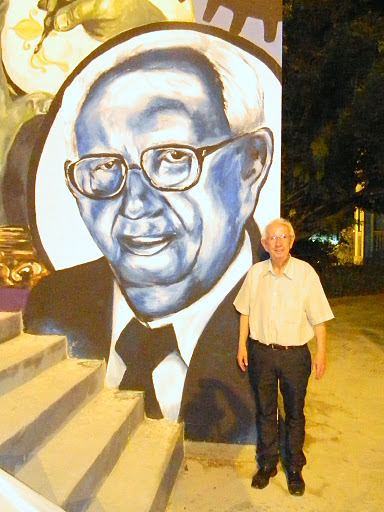
Enerzon Xuxa Harger, historiador brasileiro.

| Dia | Nome                    | Profissão ou motivo de reconhecimento | Nacionalidade   | Ano de nasc. | Ref           |
| --- | ----------------------- | ------------------------------------- | --------------- | ------------ | ------------- |
| 1   | Bill McKinney           | Ator                                  | Estados Unidos  | 1931         | [ 1 ]         |
| 1   | Christa Wolf            | Escritora                             | Alemanha        | 1929         | [ 2 ]         |
| 1   | Shingo Araki            | Criador dos Cavaleiros do Zodíaco     | Japão           | 1939         | [ 3 ]         |
| 2   | Chiyono Hasegawa        | Supercentenária                       | Japão           | 1896         | [ 4 ]         |
| 3   | Dev Anand               | Ator                                  | Índia           | 1923         | [ 5 ]         |
| 4   | Hubert Sumlin           | Músico                                | Estados Unidos  | 1931         | [ 6 ]         |
| 4   | Sócrates                | Futebolista                           | Brasil          | 1954         | [ 7 ]         |
| 5   | Peter Gethin            | Automobilista                         | Inglaterra      | 1940         | [ 8 ]         |
| 5   | Gennadiy Logofet        | Futebolista                           | Rússia          | 1942         | [ 9 ]         |
| 5   | Paul Ramírez            | Futebolista                           | Venezuela       | 1986         | [ 10 ]        |
| 6   | Dobie Gray              | Cantor e compositor                   | Estados Unidos  | 1940         | [ 11 ]        |
| 6   | Paulo César Graça e Paz | Político, radialista e cantor         | Brasil          | 1949         | [ 12 ] [ 13 ] |
| 7   | Melo Egídio             | Militar e político                    | Portugal        | 1922         | [ 14 ]        |
| 7   | Harry Morgan            | Ator                                  | Estados Unidos  | 1915         | [ 15 ]        |
| 8   | Jerry Robinson          | Desenhista                            | Estados Unidos  | 1922         | [ 16 ]        |
| 8   | Luiz Francisco Rebello  | Dramaturgo                            | Portugal        | 1924         | [ 17 ]        |
| 9   | João Pequeno            | Mestre de capoeira                    | Brasil          | 1917         | [ 18 ]        |
| 10  | Albert Overhauser       | Físico                                | Estados Unidos  | 1925         |               |
| 10  | Ernst Specker           | Matemático                            | Estados Unidos  | 1920         |               |
| 11  | Rodolfo Bottino         | Ator                                  | Brasil          | 1959         | [ 19 ]        |
| 12  | Alberto de Mendoza      | Ator                                  | Argentina       | 1923         | [ 20 ]        |
| 13  | Amilton Alexandre       | Jornalista                            | Brasil          | 1959         | [ 21 ]        |
| 13  | Klaus-Dieter Sieloff    | Futebolista                           | Alemanha        | 1942         | [ 22 ]        |
| 14  | Boris Chertok           | Engenheiro                            | Rússia          | 1912         | [ 23 ]        |
| 14  | Joe Simon               | Cartunista                            | Estados Unidos  | 1913         | [ 24 ]        |
| 15  | Christopher Hitchens    | Jornalista e escritor                 | Inglaterra      | 1949         | [ 25 ]        |
| 16  | Nicol Williamson        | Ator                                  | Escócia         | 1938         | [ 26 ]        |
| 17  | Cesária Évora           | Cantora                               | Cabo Verde      | 1941         | [ 27 ]        |
| 17  | Eva Ekvall              | Modelo                                | Venezuela       | 1983         | [ 28 ]        |
| 17  | Joãosinho Trinta        | Carnavalesco                          | Brasil          | 1933         | [ 29 ]        |
| 17  | Kim Jong-il             | Político                              | Coreia do Norte | 1942         | [ 30 ]        |
| 17  | Sérgio Borges           | Cantor                                | Portugal        | 1944         | [ 31 ]        |
| 17  | Sérgio Britto           | Ator, diretor e apresentador          | Brasil          | 1923         | [ 32 ]        |
| 18  | João Bittar             | Fotógrafo                             | Brasil          | 1951         | [ 33 ]        |
| 18  | Václav Havel            | Político                              | Chéquia         | 1936         | [ 34 ]        |
| 19  | Héctor Núñez            | Futebolista e treinador               | Uruguai         | 1936         | [ 35 ]        |
| 20  | Kalifa Kambi            | Membro do Parlamento Pan-Africano     | Uruguai         | 1955         |               |
| 21  | John Chamberlain        | Escultor                              | Estados Unidos  | 1927         | [ 36 ]        |
| 22  | Edson Frederico         | Maestro                               | Brasil          | 1948         | [ 37 ]        |
| 24  | Vicente                 | Futebolista                           | Brasil          | 1949         | [ 38 ]        |
| 24  | Johannes Heesters       | Ator e cantor                         | Países Baixos   | 1903         | [ 39 ]        |
| 24  | Jiggs "Cheeta"          | Chimpanzé-ator                        | Estados Unidos  | 1931         | [ 40 ]        |
| 25  | Giorgio Bocca           | Escritor e jornalista                 | Itália          | 1920         | [ 41 ]        |
| 25  | Enerzon Xuxa Harger     | Político e historiador                | Brasil          | 1941         | [ 42 ]        |
| 26  | Sam Rivers              | Músico                                | Estados Unidos  | 1923         | [ 43 ]        |
| 26  | Pedro Armendáriz Jr.    | Ator                                  | México          | 1940         | [ 44 ]        |
| 27  | Catê                    | Futebolista                           | Brasil          | 1973         | [ 45 ]        |
| 27  | Helen Frankenthaler     | Pintora                               | Estados Unidos  | 1928         | [ 46 ]        |
| 28  | Margot Louro            | Atriz                                 | Brasil          | 1916         | [ 47 ]        |
| 30  | Eva Zeisel              | Ceramista                             | Hungria         | 1906         | [ 48 ]        |
| 30  | Kim Geun-tae            | Político                              | Coreia do Sul   | 1947         | [ 49 ]        |
| 30  | Piska                   | Compositor e produtor musical         | Brasil          | 1951         | [ 50 ]        |
| 30  | Ricardo Legorreta       | Arquiteto                             | México          | 1931         | [ 51 ]        |
| 30  | Fred Suter              | Jornalista                            | Brasil          | 1947         | [ 52 ]        |
| 30  | Daniel Piza             | Jornalista                            | Brasil          | 1970         | [ 53 ]        |
| 30  | Mário Gruber            | Artista plástico                      | Brasil          | 1927         | [ 54 ]        |
| 30  | Ronald Searle           | Cartunista                            | Reino Unido     | 1920         | [ 55 ]        |
| 31  | Carlos Calvet           | Futebolista                           | Brasil          | 1926         | [ 56 ]        |
| 31  | Juca Show               | Futebolista                           | Brasil          | 1944         | [ 57 ]        |
| 31  | Mário Pereira           | Futebolista                           | Brasil          | 1914         | [ 58 ]        |